# Comuna Ivankivți, Dunaiivți
Ivankivți (în ucraineană Іванківці) este o comună în raionul Dunaiivți, regiunea Hmelnîțkîi, Ucraina, formată din satele Ivankivți (reședința) și Slobidka-Hirciîcineanska.

## Demografie
Componența lingvistică a comunei Ivankivți
     Ucraineană (99,1%)
     Alte limbi (0,45%)
Conform recensământului din 2001, majoritatea populației comunei Ivankivți era vorbitoare de ucraineană (99,1%), existând în minoritate și vorbitori de alte limbi.